# RCA Records
RCA Records (ursprungligen Victor Talking Machine Company, senare RCA Victor) är ett amerikanskt skivbolag som ägs av Sony Music Entertainment. Det är USA:s näst äldsta skivbolag, efter Columbia, och dess initialer stammar från Radio Corporation of America. 
Några av skivbolagets artister är Britney Spears, Brandy och Monica.

## Artister hos RCA Records (i urval)
- Elvis Presley
- Jefferson Airplane
- Jefferson Starship
- Justin Timberlake
- The Guess Who
- David Bowie
- Daryl Hall & John Oates
- Etta James
- Waylon Jennings
- Spike Jones
- Ke$ha
- The Osborn Sisters
- Avril Lavigne
- Middle of the Road
- Glenn Miller
- Harry Nilsson
- Klaus Nomi
- Dolly Parton
- Zayn Malik
- Pink
- Sweet
- Taylor Swift
- Martina McBride
- Alicia Keys
- Miley Cyrus
- Peter LeMarc
- Foo Fighters
- Kelly Clarkson
- Usher
- Pitbull
- Chris Brown
- Christina Aguilera
- Shakira
- Rebecca & Fiona
- Mark Ronson
- Myles Smith